# Chopper City Records
Chopper City Records es una discográfica fundada por Christopher "B.G." Dorsey en Nueva Orleans, Luisiana en 2001. Especializada en underground gangsta.
Entre los artistas firmados por Chopper City están:
- B.G. (CEO)
- Gar y Sniper (The Chopper City Boyz)
- Hakim
- Mike

Dorsey firmó un acuerdo independiente para Chopper City Records con Koch Records. Desde el Huracán Katrina, Chopper City se trasladó a Detroit, Míchigan. El 7 de marzo, el antiguo productor de Cash Money Records, Mannie Fresh, anunció su llegada a Chopper City. Dso días después, anunció su llegada al grupo de Texas, R.E.A.L..